# Back & Forth
Nem összetévesztendő ezzel: Back and Forth.
A Back & Forth Aaliyah amerikai énekesnő első kislemeze első, Age Ain’t Nothing but a Number című albumáról. Szerzője és producere R. Kelly.

## Fogadtatása
A Back & Forth nagy sikert aratott, különösen ahhoz képest, hogy új előadó első kislemeze. A dal három hetet töltött az amerikai Billboard Hot R&B/Hip-Hop Songs slágerlista élén – innen Aaliyah dala mentoráét, R. Kellyét szorította le (Bump n’ Grind), Aaliyah dalát pedig Janet Jackson Any Time, Any Place című száma követte a lista élén. A Billboard Hot 100-on az ötödik helyig jutott. A kislemez az Egyesült Államokban, az Egyesült Királyságban, Japánban, Kanadában és Ausztráliában is a Top 30-ba került a slágerlistán. A RIAA 1994. június 9-én aranylemezzé minősítette.
A dalból Madonna felhasznált egy részletet Inside of Me című számához, ami 1994-ben jelent meg Bedtime Stories című albumán.

## Számlista
CD, kazetta & 12" kislemez (USA)
1. Back & Forth (Album version) – 3:51
2. Back & Forth (Mr. Lee & R. Kelly’s Remix) – 3:44
3. Back & Forth (Ms. Mello Remix) – 5:58
4. Back & Forth (Mr. Lee’s Club Mix) – 5:40
5. Back & Forth (Ms. Mello Remix Instrumental) – 5:58
6. Back & Forth (Mr. Lee’s Bonus Beats) – 5:13

CD maxi kislemez (Egyesült Királyság)
1. Back & Forth (LP Version) – 3:51
2. Back & Forth (Mr. Lee & R. Kelly’s Remix) – 3:44
3. Back & Forth (UK Flavour – Alternative Mix) – 4:37
4. Back & Forth (Ms. Mello Remix) – 5:58
5. Back & Forth (Mr. Lee’s Club Mix) – 5:40

12" maxi kislemez (Egyesült Királyság)
1. Back & Forth (LP Version) – 3:50
2. Back & Forth (Mr. Lee & R. Kelly’s Remix) – 3:42
3. Back & Forth (Ms. Mello Remix) – 5:58
4. Back & Forth (UK Flavour Alternative Mix) – 4:37
5. Back & Forth (Mr. Lee’s Club Mix) – 5:40

12" maxi kislemez (USA)
1. Back & Forth (LP Version) – 3:44
2. Back & Forth (R. Kelly’s Smooth Mix) – 3:51
3. Back & Forth (Shaheed’s Remix) – 5:13
4. Back & Forth (Mr. Lee’s Club Mix) – 5:40
5. Back & Forth (Shaheed’s Remix Instrumental) – 4:00
6. Back & Forth (Mr. Lee’s Bonus Beats) – 5:13

## Helyezések
| Slágerlista (1994)                             | Legmagasabb helyezés |
| ---------------------------------------------- | -------------------- |
| USA ARC Weekly Top 40                          | 4                    |
| USA Billboard Hot 100                          | 5                    |
| USA Billboard Hot R&B/Hip-Hop Singles & Tracks | 1                    |
| USA Billboard Top 40 Mainstream                | 16                   |
| USA Billboard Rhythmic Top 40                  | 1                    |
| Ausztrál ARIA Top 100 kislemez                 | 100                  |
| Brit Top 75 kislemez                           | 16                   |
| Holland kislemezlista                          | 38                   |
| Kanadai Top 50 kislemez                        | 10                   |
| Új-zélandi RIANZ kislemezlista                 | 48                   |